# Lamprocryptidea
Lamprocryptidea is een geslacht van insecten uit de orde vliesvleugeligen (Hymenoptera) en de familie Ichneumonidae.

## Soorten
- L. bicolor (Szepligeti, 1916)
- L. calcarata (Cresson, 1874)
- L. dilaticornis (Brues & Richardson, 1913)
- L. elegans (Szepligeti, 1916)
- L. ferruginator (Perty, 1833)
- L. fuscipennis (Szepligeti, 1916)
- L. liberatoria (Fabricius, 1804)
- L. magnifica Viereck, 1913
- L. nigerrima (Smith, 1879)
- L. ruficoxis (Brulle, 1846)
- L. sancta (Dalla Torre, 1902)
- L. xanthomelas (Brulle, 1846)